# هاري واين كيسي
هاري واين كيسي (بالإنجليزية: Harry Wayne Casey)‏ هو مغني ومغن مؤلف ومنتج أسطوانات أمريكي، ولد في 31 يناير 1951 في أوبا لوكا في الولايات المتحدة.

## وصلات خارجية
- الموقع الرسمي
- هاري واين كيسي على موقع IMDb (الإنجليزية)
- هاري واين كيسي على موقع ميوزك برينز (الإنجليزية)
- هاري واين كيسي على موقع قاعدة بيانات برودواي على الإنترنت (الإنجليزية)
- هاري واين كيسي على موقع أول ميوزيك (الإنجليزية)
- هاري واين كيسي على موقع ديسكوغز (الإنجليزية)
- هاري واين كيسي على موقع قاعدة بيانات الفيلم (الإنجليزية)